# Poy Sippi, Wisconsin
Poy Sippi là một thị trấn thuộc quận Waushara, tiểu bang Wisconsin, Hoa Kỳ. Năm 2010, dân số của thị trấn này là 912 người.